# 網浜茶臼山古墳
網浜茶臼山古墳（あみのはまちゃうすやまこふん）は、岡山県岡山市中区赤坂南新町（あかさかみなみしんまち）にある古墳。形状は前方後円墳。史跡指定はされていない。

## 概要
岡山県南部、岡山市街地中心部から東方の独立山塊である操山山塊の南西端の低丘陵頂部において、岡山市街地・児島湾・児島半島を一望する位置に築造された古墳である。近世以来の東山墓地に位置する関係で本古墳全体も墓地化されており、墳丘は大きく改変を受けている。
墳形は前方後円形で、前方部を東方に向ける。墳丘表面では葺石と見られる礫石が認められるほか、特殊器台形埴輪・特殊壺形埴輪が検出されている。埋葬施設は竪穴式石槨と推測され、石槨石材と見られる安山岩板石が墓地の石垣などに認められている。
この網浜茶臼山古墳は、出土の特殊器台形埴輪より古墳時代初期頃の築造と推定される。周辺では操山109号墳のほか操山103号墳・操山106号墳・湊茶臼山古墳といった前方後円墳の築造が知られるが、その中で本古墳は操山109号墳とともに旭川下流域において最古級の盟主墳に位置づけられる。

## 遺跡歴
- 1930年（昭和5年）刊行の『岡山県通史 上編』に「網浜丘上古墳」として記載[1]。
- 1965年（昭和40年）刊行の『操山史学 14』に墳丘長83メートルの前方後円墳の「瓦山」として報告[1]。
- 1990年（平成2年）、測量調査報告（宇垣匡雅ら）[1]。
- 1993年度（平成5年度）、無縁墓改葬に伴う立会調査（岡山市教育委員会、2007年に報告書刊行）[1]。

## 墳丘
墳丘の規模は次の通り（1990年の測量調査報告値）。
- 墳丘長：92メートル
- 後円部
  - 直径：56.5メートル
  - 高さ：8メートル
- 前方部 - バチ形に開く可能性がある[1]
  - 高さ：4.5メートル

操山丘陵の古墳としては、金蔵山古墳・湊茶臼山古墳に次ぐ規模になる。

## 関連文献
（記事執筆に使用していない関連文献）
- 宇垣匡雅「網浜茶臼山古墳・操山109号墳の測量調査 -吉備の前期古墳III-」『古代吉備 第12集』古代吉備研究会、1990年。